# اندرس کوردوا
اندرس کوردوا (انگلیسی: Andrés Córdova; ۸ مهٔ ۱۸۹۲ – ۳ اکتبر ۱۹۸۳) سیاستمدار، و استاد دانشگاه اهل اکوادور بود. وی از ۱۱ دسامبر ۱۹۳۹ تا ۱۰ اوت ۱۹۴۰ رئیس‌جمهور این کشور بود.
اندرس کوردوا در ۳ اکتبر ۱۹۸۳، در سن ۹۱ سالگی درگذشت.